# Kolonialdistrikt Godthaab

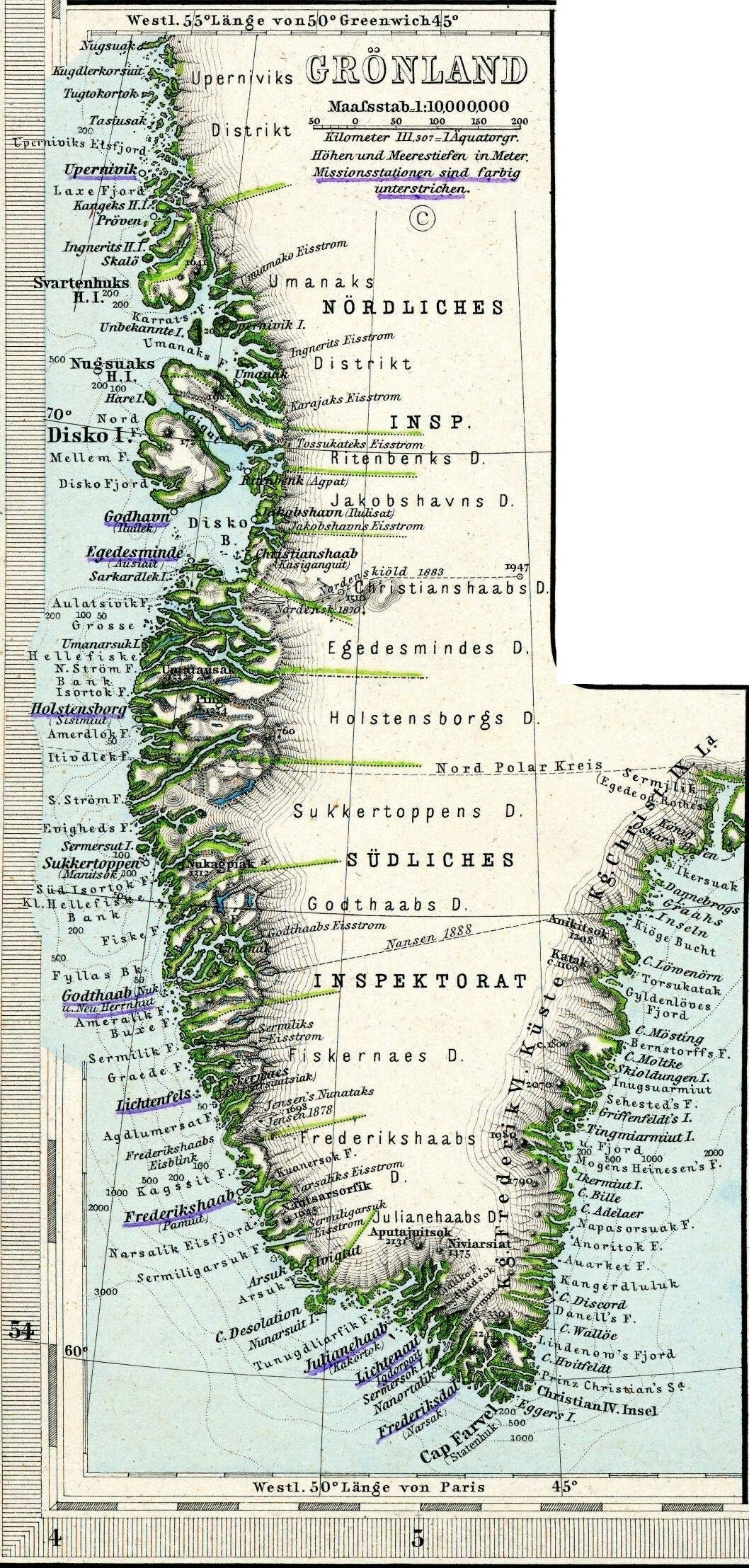
Ausschnitt aus einem Atlasblatt im Stielers Handatlas

Der Kolonialdistrikt Godthaab war ein Kolonialdistrikt in Grönland. Er bestand von 1721 bis 1950.

## Lage
Der Kolonialdistrikt Godthaab grenzte im Norden an der Halbinsel Akia an den Kolonialdistrikt Sukkertoppen. Im Süden trennte der Gletscher Sioqqap Sermia (Frederikshåb Isblink) den Kolonialdistrikt Godthaab vom Kolonialdistrikt Frederikshaab.

## Geschichte

### Vor der Kolonialzeit
Im Mittelalter befand sich die Vestribyggð im heutigen Distriktgebiet, wo die Grænlendingar rund 90 Bauernhöfe bewohnten. Das Hauptgebiet der Siedlung befand sich im Fjordkomplex des Nuup Kangerlua. Die archäologischen Überreste der Vestribyggð wurden erstmals von Hans Egede entdeckt und 1776 von Egill Þórhallason untersucht und beschrieben.
1585 besuchte der englische Seefahrer John Davis die Gegend. Er fuhr in einen Fjord, den er zu Ehren von Humphrey Gilbert und seiner Familie Gilberts Sound nannte. Dort handelte er mit den Inuit, die er in seinem Reisebericht ausführlich beschrieb. Im Folgejahr besuchte er die Gegend ein weiteres Mal. Bei dieser Reise entstand der erste Bericht über die Kleidung und Lebensweise der grönländischen Inuit. Darüber hinaus schrieb er auch 40 Wörter der grönländischen Sprache auf. Allerdings wurde er auch von den Grönländern überfallen, sodass er einen zur Strafe auf sein Schiff entführte. Er entdeckte auf eine Inselgruppe auch ein offenbar christliches Grab mit einem Kreuz.
Im Juni 1605 ankerte Godske Lindenow im Gebiet von Qeqertarsuatsiaat oder nördlich davon. 1624 wurde dieselbe Stelle vom Holländer Marten Arendsz. besucht.
Am 27. Mai 1612 ankerte James Hall im kleinen Fjord Kangerluluk (Faltings Havn) östlich von Kangeq, den er Harbour of Hope nannte. Er benannte weitere Fjorde, Inseln und Berge in der Gegend. Auch Hall kam mit den Grönländern in Kontakt, wobei diese jedoch ein Besatzungsmitglied mit einem Pfeilschuss töteten.
Am 14. Juli 1652 befuhr David Danell einen Nebenarm des Nuup Kangerlua, der von Hall Ball River (nach dem Kaufmann Richard Ball) genannt worden war. Darüber hinaus ließ er über 100 Grönländer aus Atammik und der Inselgruppe Pisuffik auf sein Schiff kommen, um mit ihnen Tauschhandel zu betreiben. Im Folgejahr besuchte er die Gegend erneut und ankerte in Kangeq. Wahrscheinlich in Qoornoq entführte er den Grönländer Hiob, seine Tochter Kabelau und die beiden Frauen Gunneling und Sigoko. Die vier wurden gezeichnet und die Bilder im Universitätsmuseum Bergen ausgestellt, wo die Grönländer starben. Als Hans Egede 1721 nach Grönland kam, konnten die ältesten Bewohner ihm noch von der Entführung durch Danell berichten.
Im 17. Jahrhundert wurde der Distrikt von holländischen Walfängern passiert, die auf dem Weg zu ihren Jagdgründen in der Diskobucht waren, aber manchmal auch hier ihre Vorräte auffrischten.

### 18. Jahrhundert
Der Kaufmann Hans Mathias ließ 1708 ein Schiff von Bergen nach Grönland fahren, um das Land zu untersuchen und Handelsmöglichkeiten für Dänemark-Norwegen zu untersuchen, nachdem die Holländer schon lange dort aktiv waren. An Bord des Schiffes war als Steuermann auch der Norweger Niels Rasch, ein Bruder Gertrud Rasks, der Ehefrau Hans Egedes. Er berichtete ihm von der Reise, wodurch Hans Egede inspiriert wurde die heidnischen Grönländer zu missionieren. 1711 ersuchte er König Friedrich IV. um eine Erlaubnis hierfür, aber erst 1719 genehmigte der König nach mehreren vergeblichen Versuchen die Errichtung einer Handelskompagnie zusammen mit einer Missionsstation.
Am 3. Juli 1721 erreichte Hans Egede mit dem Schiff Haabet und der Galiot Anna Christina das heutige Distriktgebiet, wo nahe Kangeq die Kolonie Haabets Ø errichtet wurde. Die Dänen handelten mit den Grönländern, aber der Erfolg war gering, da die Holländer üblicherweise über die besseren Tauschprodukte verfügten. Auch die Missionierung durch Hans Egede war anfangs schwierig, vor allem, weil er erst die grönländische Sprache lernen musste. Erst 1725 wurde der erste Grönländer getauft. Mitte der 1720er Jahre wurde die Versorgung der Kolonisten durch fehlende Besegelung aus Europa kritisch.
Im April und Mai 1728 wurde am Ameralik die erste europäische Expedition durchgeführt, bei der Gouverneur Claus Paarss das Inlandeis zu überqueren versuchte, um nach Ostgrönland zu kommen.
Am 2. Juli 1728 wurde die Kolonie nach Nuuk versetzt und in Godthaab umbenannt. Mit dem Tod von König Friedrich IV. kam sein Sohn Christian VI. an die Macht, der beschloss Grönland aufzugeben und alle Kolonisten heimzuholen. Hans Egede gelang es jedoch, die ausgesandte Schiffsbesatzung zu überreden, ihn mit zehn Mann in Grönland zu lassen. Hans Egede missionierte nun die Grönländer mit seinem Sohn Niels, der zudem den Handel leitete.
Im Frühjahr 1731 gelang es Nikolaus Ludwig von Zinzendorf, den König zu überreden in Grönland zu missionieren, und so wurde das Interesse für die Kolonie wieder geweckt. Am 4. April 1733 sagte der König wieder die finanzielle Unterstützung der dänischen Mission zu und ließ auch den Handel ausweiten. Er ließ ein Schiff nach Grönland fahren, das Hans Egede die frohe Kunde überbrachte, zeitgleich aber auch die Herrnhuter Brüdergemeine ins Land brachte, die entgegen der Intention des Königs zur Konkurrenz Hans Egedes werden sollte. Zudem wurde der Grönländer Carl, der nach Dänemark gebracht war, mit dem Schiff wieder nach Grönland überführt, woraufhin jedoch eine Pockenepidemie unter den Grönländern ausbrach, der 1734 fast die gesamte Bevölkerung der Gegend zum Opfer fiel. Nach dem Tod seiner Frau am 21. Dezember 1735 beschloss Hans Egede Grönland zu verlassen. Während die dänische Missionsarbeit weitestgehend zum Erliegen gekommen war, tauften die Herrnhuter 1738 in ihrer Missionsstation Neu-Herrnhut in Noorliit den ersten Grönländer. Unter Hans Egedes Nachfolger Christian Drachardt wurde die dänische Mission noch weiter geschwächt, da Drachardt selbst mit den Herrnhutern sympathisierte und viele Grönländer von der dänischen zur Herrnhuter Mission wechselten.
1761 lebten schon 997 Getaufte im Kolonialdistrikt Godthaab, davon 440 in Neu-Herrnhut, 200 in der Kolonie, 160 in Pisuffik, 90 in Qilanngaat, 68 in Balls Revier (wohl Qoornoq), 20 in Qarajat, 11 in Kangeq, 10 auf den Kitsissut (Kookøerne) und 8 im Ameralik.
Zu dieser Zeit kamen die Grönländer mit Schusswaffen in Kontakt, die die Dänen ihnen brachten. Damit gelang es ihnen, ihre Jagderträge zu erhöhen, aber einher ging damit auch eine Überjagung, die bald zu einem raschen Abnehmen der Beutezahlen und somit zur Armut der Bewohner führte, die erst Mitte des 19. Jahrhunderts Besserung fand.
Ab 1782 war Nuuk Sitz des südgrönländischen Inspektors und damit de facto Hauptstadt Südgrönlands.
Erst um 1770 gelang es Egill Þórhallason, die dänische Mission wieder aufzubauen, indem er Missionsstationen in Qilanngaat und Pisuffik errichtete. 1788 beschrieb Poul Egede die dänische Mission als erfolgreich.

### 19. Jahrhundert
1800 lebten 847 Menschen in den beiden Kolonialdistrikten Godthaab und Fiskenæsset. Während des Kriegs von 1807 bis 1814 war auch in Nuuk die Missionsarbeit erschwert. 1832 hatten die Herrnhuter 309 Grönländer unter sich, während die Dänen 302 hatten. 1836 schlug Carl Peter Holbøll vor die Mission von Nuuk nach Paamiut zu versetzen, wo deutlich mehr Grönländer waren, aber die Idee wurde nicht umgesetzt.
1846 wurde Grønlands Seminarium in Nuuk gegründet, das die Missionsarbeit durch die geregelte Ausbildung grönländischer Katecheten revolutionierte.
1850 lebten 1289 Personen in den beiden Kolonialdistrikten. Weil die Bevölkerung im Kolonialdistrikt Fiskenæsset äußerst arm war, wurde der Kolonialdistrikt 1872 aufgelöst und die Loge in den Kolonialdistrikt Godthaab eingegliedert. 1877 wurde da Distriktgebiet wieder etwas verkleinert, als Atammik an den Kolonialdistrikt Sukkertoppen überführt wurde.
1892 lebten nur noch 858 Menschen im Kolonialdistrikt. 1900 gab es 15 Wohnplätze im Kolonialdistrikt, von denen sieben herrnhutisch waren, fünf dänisch und drei zu beiden gehörten. 1900 verließen die Herrnhuter Grönland, nachdem es keine Heiden mehr im Land gab. Anschließend stieg die Einwohnerzahl stark an. 1918 lebten 1182 Personen im Distrikt.

### 20. Jahrhundert
Ab 1911 war Nuuk Sitz des südgrönländischen Landesrats. Ab 1950 tagte der gesamtgrönländische Landesrat in Nuuk, womit die Stadt zur alleinigen Hauptstadt Grönlands wurde.
Der Kolonialdistrikt war eine eigene Kirchengemeinde. Zudem hatte in Nuuk der Distriktarzt des Arztdistrikts von Nuuk und Paamiut seinen Sitz.
Als Folge dessen, dass Nuuk der älteste Ort Grönlands ist, ist die Zahl der europäischstämmigen Grönländer im Distrikt auch schon früh hoch gewesen. Schließlich wurde dies sogar zum Normalfall und die Ethnizität wurde in den Volkszählungen nicht weiter festgehalten. 1840 waren aber bereits 45 % der dänischmissionierten Bevölkerung gemischtethnisch gewesen. Dahingegen legten die Herrnhuter Wert darauf, dass ihre Grönländer sich nicht mit Europäern vermischten, sodass es Anfang des 20. Jahrhunderts eine im Vergleich zum Rest Grönlands noch äußerst hohe Zahl reiner Grönländer gab.
Seit 1911 war der Kolonialdistrikt in die fünf Gemeinden Godthaab, K'ôrnoĸ, Kangeĸ, Narssaĸ und K'eĸertarssuatsiait (Fiskenæsset) unterteilt. Diesen Gemeinden waren im Jahr 1918 insgesamt zehn Wohnplätze untergeordnet. Bei der Verwaltungsreform 1950 wurde der Kolonialdistrikt zur Gemeinde Nuuk.

## Orte
- Akunnaat
- Ikaarissat
- Kangaarsuk
- Kangeq
- Kangerluarsoruseq
- Kangerluarsussuaq
- Kangillermiut
- Kapisillit
- Narsaq
- Neriunaq
- Noorliit
- Nuuk
- Qaarusuk
- Qarajat
- Qassinnguit
- Qeqertarsuatsiaat
- Qooqqut
- Saarloq
- Takisoq
- Toornat
- Utoqqarmiut
- Uugarsiorfik
- Uummannaq